# Saint-Pierre-de-Jards
Saint-Pierre-de-Jards ist eine französische Gemeinde mit 98 Einwohnern (Stand: 1. Januar 2022) im Département Indre in der Region Centre-Val de Loire. Sie gehört zum Kanton Levroux im Arrondissement Issoudun. Die Einwohner werden Jardopépruciens genannt.

## Geografie
Die Gemeinde Saint-Pierre-de-Jards liegt am Flüsschen Herbon an der Grenze zum Département Cher, 17 Kilometer südsüdwestlich von Vierzon. Zu Saint-Pierre-de-Jards gehören neben der Hauptsiedlung auch die Weiler Japperenard, Pay und La Pomaille. Angrenzende Gemeinden sind Massay im Norden, Chéry im Nordosten, Reuilly im Osten und Süden, Giroux im Süden und Südwesten, Luçay-le-Libre im Westen sowie Nohant-en-Graçay im Nordwesten.

## Bevölkerungsentwicklung
| Jahr                       | 1962 | 1968 | 1975 | 1982 | 1990 | 1999 | 2006 | 2013 | 2020 |
| Einwohner                  | 257  | 239  | 221  | 157  | 135  | 137  | 128  | 113  | 99   |
| Quellen: Cassini und INSEE |      |      |      |      |      |      |      |      |      |

## Sehenswürdigkeiten
- Kirche Saint-Pierre
- Schloss Bellechasse aus dem 17. Jahrhundert mit Schlosspark, Monument historique